# Hogna furva
Hogna furva là một loài nhện trong họ Lycosidae.
Loài này thuộc chi Hogna. Hogna furva được Tord Tamerlan Teodor Thorell miêu tả năm 1899.